# André Guijon
André Guijon (novembre 1548 - septembre 1631) était un homme d'église et un orateur français.

## Biographie
Il est né à Autun, fils de Jean Guijon, médecin et érudit oriental, qui a voyagé en Orient et ramené en France une copie manuscrite grecque du Nouveau Testament datant du XIe siècle. Il avait trois frères qui avaient plus d'un titre de gloire : Jacques, Jean et Hugues, tous trois avocats, écrivains et savants.
Philibert de la Mare, conseiller au Parlement de Dijon, a rassemblé les principales œuvres des quatre frères en un seul volume, in quarto de 612 pages, sous le titre Jacobi, Joannis, Andreæ et Hugonis fratrum Guiionorum opera varia (1658). Celui-ci contenait à la fois leurs œuvres en prose et des poèmes latins.
André devient vicaire général du cardinal de Joyeuse, puis de l'évêque d'Autun. Il se rend à Rome pour être consacré et revient en France en 1586. Son Remontrance à la cour du Parlement de Normandie sur l'octroi des sentences fulminatoires est toujours d'actualité. Son Éloge funèbre de Pierre Jeannin n'a pas été conservé.